# Девід Гросс
Девід Джонатан Гросс (англ. David Jonathan Gross; нар. 19 лютого 1941, Вашингтон) — американський фізик, лауреат Нобелівської премії з фізики 2004 року «за відкриття асимптотичної свободи в теорії сильних взаємодій» (спільно з Френком Вільчеком і Девідом Політцером).

## Коротка біографія

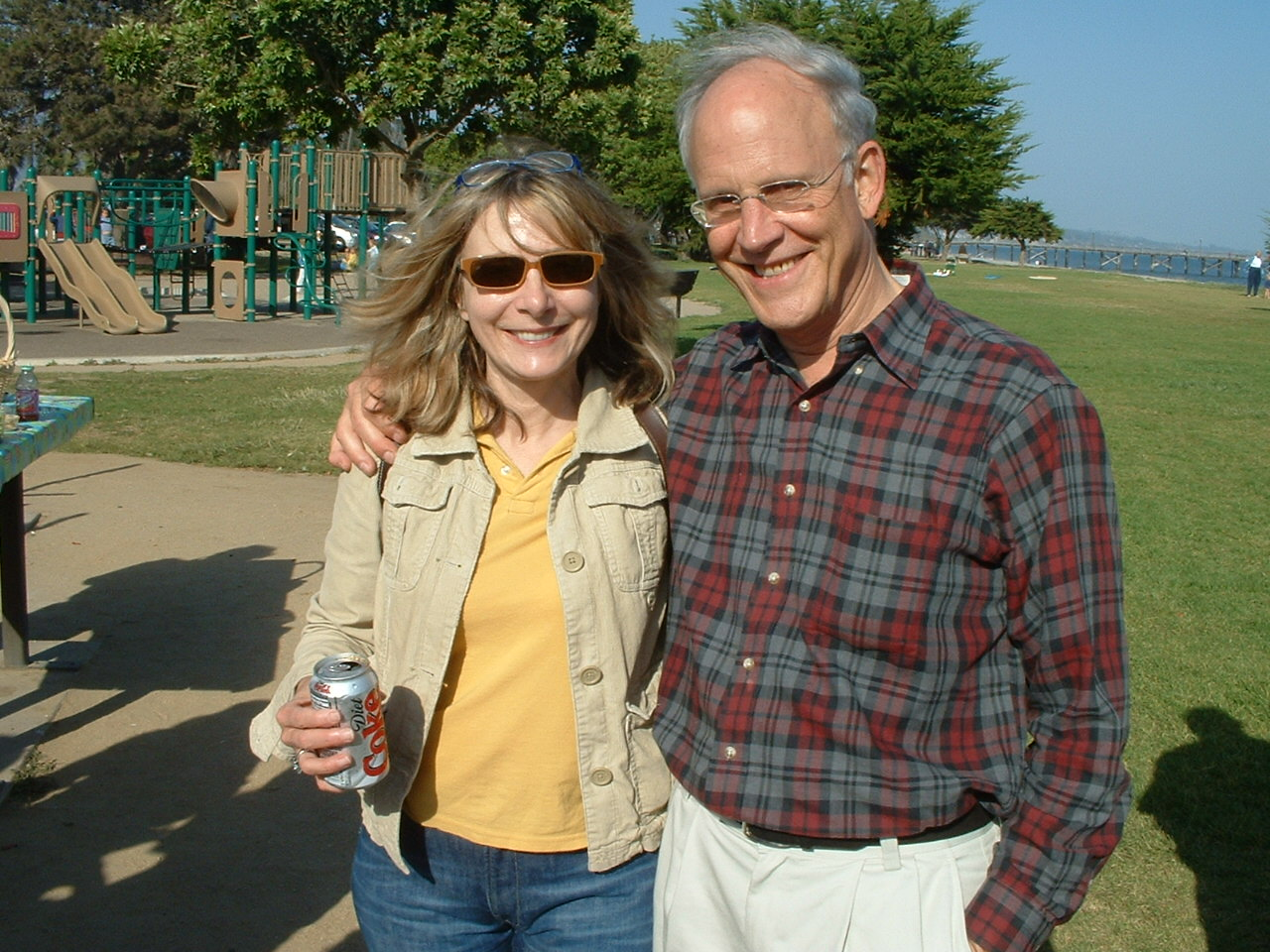
Гросс з дружиною в Санта-Барбарі

Гросс навчався в Єврейському університеті в Єрусалимі (Ізраїль), де в 1962 році здобув ступінь магістра. У 1966 р. захистив дисертацію на ступінь доктора філософії за спеціальністю фізика (кандидата наук) в Каліфорнійському університеті в Берклі. До 1997 р. був молодшим науковим співробітником в Гарвардському університеті і професором у Принстонському університеті. У 1987 р. отримав грант фонду Мак-Артурів і в 1988 році медаль імені Дірака. У наш час[коли?] займає професуру імені Фредеріка Глюка з теоретичної фізики в Інституті теоретичної фізики імені Кавлі Каліфорнійського університету в Санта-Барбарі.
У 1973-му спільно зі своїм першим аспірантом Френком Вільчеком виявив асимптотичну свободу, згідно з якою сильна взаємодія між кварками слабшає зі зменшенням відстані між ними. У випадку дуже близького розташування кварків вони ведуть себе як вільні частинки. Ця теорія (також незалежно відкрита Девідом Політцером) стала важливим кроком на шляху розвитку квантової хромодинаміки.
Крім того Гросс, спільно з Джеффрі Гарві, Емілем Мартінеком і Раяном Ромом, розвинув гетеритичну теорію струн. Четвірку вчених жартівливо називають Принстонським струнним квартетом.
У 2000 році Гросс отримав премію Харві (Хайфа) з фізики. А в 2004 році — Нобелівську.